# The Last Crusade
The Last Crusade est un film britannique réalisé par George Ridgwell, sorti en 1922.

## Synopsis
Film historique sur Édouard Ier d'Angleterre et Éléonore de Castille en Palestine.

## Fiche technique
- Titre original : The Last Crusade
- Réalisation : George Ridgwell
- Société de production : British and Colonial Kinematograph Company (en)
- Pays d’origine :  Royaume-Uni
- Langue originale : anglais
- Format : noir et blanc — 35 mm — 1,37:1 — Film muet
- Genre : Film historique
- Durée : 1 000 pieds
- Date de sortie :
  - Royaume-Uni : 1922

## Distribution
- Reginald Fox
- Cynthia Murtagh
- Charles Ashton
- Gordon Hopkirk